# 基亚韦拉诺
基亚韦拉诺（義大利語：Chiaverano），是意大利北部皮埃蒙特大区都靈廣域市的一个市镇。总面积12平方公里，总人口2150，人口密度179.2人/平方公里（2010年12月31日）。

## 国际慢城
基亚韦拉诺于2002年成为国际慢城组织（Cittaslow International）的慢城之一。
2018年11月10日，基亚韦拉诺市长毛里齐奥·费仁蒂尼（Maurizio Fiorentini）受文成县县长章寿禹的邀请参加“慢旅行·新时尚”2018世界温州人大会文成（玉壶）国际慢城论坛。作为第一批国际慢城，基亚韦拉诺市长在论坛上分享基亚韦拉诺成为国际慢城的经验。11月11日，在首届玉壶国际慢城诗歌节开幕活动当中，基亚韦拉诺与文成玉壶国际慢城签约结成友好城镇。

## 友好城市
- 法國马讷
- 中国文成县